# Taylor County Courthouse (Iowa)
Das Taylor County Courthouse in Bedford ist das Justiz- und Verwaltungsgebäude (Courthouse) des Taylor County im Südwesten des US-amerikanischen Bundesstaates Iowa.
Das heutige Gebäude ist das zweite Courthouse des 1847 gegründeten Taylor County. Das erste Gebäude war ein 1863 errichteter Steinbau, der aber allmählich für seine Aufgabe zu klein wurde. Das heutige Gebäude wurde 1892 seiner Bestimmung übergeben.
Das dreistöckige Gebäude wurde nach einem Entwurf des Architekten F. M. Ellis aus Ziegeln und Kalkstein im neuromanischen Stil errichtet. Das Gebäude wird von einem von weitem zu sehenden Glockenturm überragt. Auf dem Rasen an der südlichen Fassade des Gebäudes steht ein Denkmal für die Gefallenen aus dem Amerikanischen Bürgerkrieg.
Im Jahr 1981 wurde das Grand Old Lady genannte Gebäude mit der Referenznummer 81000271 in das National Register of Historic Places aufgenommen.